# 特里蒙特 (緬因州)
特里蒙特（英語：Tremont）是一個位於美國緬因州漢考克縣的市鎮。

## 人口
根據2020年美國人口普查的數據，特里蒙特的面積為135.61平方千米，當中陸地面積為43.59平方千米，而水域面積為92.02平方千米。當地共有人口1544人，而人口密度為每平方千米11人。